# Coupe de Luxembourg 1953-1954
La Coppa di Lussemburgo 1953-1954 è stata la 29ª edizione della coppa nazionale lussemburghese disputata tra il 29 novembre 1953 e il 30 maggio 1954 e conclusa con la vittoria del Jeunesse Esch, al suo quarto titolo.

## Formula
Eliminazione diretta in gara unica.

### Sedicesimi di Finale
• Young Boys Diekirch, Rumelange, Résidence Walferdange, US Dudelange passano direttamente il turno.
| Squadra 1                | Risultato  | Squadra 2             |
| ------------------------ | ---------- | --------------------- |
| 29 novembre 1953         |            |                       |
| Fola Esch                | 2 − 3      | Red Star Merl         |
| Jeunesse Esch            | 9 − 0      | CS Hollerich          |
| Jeunesse Wasserbillig    | 4 − 0      | Kopstal 33            |
| Oberkorn                 | 0 − 2      | Minerva Lintgen       |
| Racing Rodange           | 2 − 1      | Jeunesse 07 Kayl      |
| Pétange                  | 3 − 1      | Etzella Ettelbruck    |
| Spora Luxembourg         | 4 − 0      | Aris Bonnevoie        |
| Tetange                  | 3 − 2      | AS Schifflange        |
| The Belval Belvaux       | 5 − 1      | Chiers Rodange        |
| Titus Lamadelaine        | 1 − 3      | Blue Boys Muhlenbach  |
| Union Luxembourg         | 2 − 1      | Progrès Niedercorn    |
| Alliance Dudelange       | 1 − 1(dts) | Red Boys Differdange  |
| Avenir Beggen            | 3 − 3(dts) | Red Black Pfaffenthal |
| Grevenmacher             | 1 − 1(dts) | Stade Dudelange       |
| Progrès Grund            | 4 − 4(dts) | Differdange           |
| The National Schifflange | 0 − 0(dts) | Hamm 37               |

| Squadra 1                  | Risultato | Squadra 2          |
| -------------------------- | --------- | ------------------ |
| 3 dicembre 1953 (Spareggi) |           |                    |
| Differdange                | 4 − 2     | Progrès Grund      |
| Grevenmacher               | 1 − 0     | Stade Dudelange    |
| Red Black Pfaffenthal      | 2 − 1     | Avenir Beggen      |
| Red Boys Differdange       | 2 − 0     | Alliance Dudelange |
| The National Schifflange   | 4 − 0     | Hamm 37            |

### Ottavi di Finale
• Jeunesse Wasserbillig, Red Black Pfaffenthal, Blue Boys Muhlenbach, CS Petange passano direttamente il turno.
| Squadra 1                | Risultato | Squadra 2             |
| ------------------------ | --------- | --------------------- |
| 6 dicembre 1953          |           |                       |
| Grevenmacher             | 2 − 0     | Résidence Walferdange |
| Red Boys Differdange     | 0 − 3     | US Dudelange          |
| Red Star Merl            | 3 − 1     | AS Differdange        |
| Spora Luxembourg         | 2 − 1     | Rumelange             |
| Tetange                  | 0 − 2     | Young Boys Diekirch   |
| The Belval Belvaux       | 0 − 3     | Racing Rodange        |
| The National Schifflange | 8 − 1     | Minerva Lintgen       |
| Union Luxembourg         | 2 − 3     | Jeunesse Esch         |

### Ottavi di Finale (2ª fase)
| Squadra 1           | Risultato | Squadra 2             |
| ------------------- | --------- | --------------------- |
| 13 dicembre 1953    |           |                       |
| Grevenmacher        | 4 − 1     | Blue Boys Muhlenbach  |
| Spora Luxembourg    | 1 − 0     | Red Black Pfaffenthal |
| US Dudelange        | 2 − 1     | Pétange               |
| Young Boys Diekirch | 4 − 3     | Jeunesse Wasserbillig |

### Quarti di Finale
| Squadra 1           | Risultato | Squadra 2                |
| ------------------- | --------- | ------------------------ |
| 20 dicembre 1953    |           |                          |
| Grevenmacher        | 3 − 1     | The National Schifflange |
| Spora Luxembourg    | 1 − 3     | Red Star Merl            |
| US Dudelange        | 0 − 2     | Jeunesse Esch            |
| Young Boys Diekirch | 1 − 2     | Racing Rodange           |

### Semifinali
| Squadra 1        | Risultato  | Squadra 2     |
| ---------------- | ---------- | ------------- |
| 14 febbraio 1954 |            |               |
| Racing Rodange   | 1 − 2      | Grevenmacher  |
| Red Star Merl    | 1 − 1(dts) | Jeunesse Esch |

| Squadra 1                 | Risultato | Squadra 2     |
| ------------------------- | --------- | ------------- |
| 21 marzo 1954 (Spareggio) |           |               |
| Jeunesse Esch             | 5 − 0     | Red Star Merl |

## Finale
| Lussemburgo (città) 30 maggio 1954, ore 15.30                                                             | Jeunesse Esch | 5 – 0 | Grevenmacher | Stade de Luxembourg (2000 spett.) |
| \| \| \| \| \| Jules Maurisse 56’, 80’ François Simonelli 64’ Wladislaw Janik 74’, 90’ \| Marcatori \| \| |               |       |              |                                   |
| |               |       |              |                                   |
| Jules Maurisse 56’, 80’ François Simonelli 64’ Wladislaw Janik 74’, 90’                                   | Marcatori     |       |              |                                   |

| Jeunesse Esch | Grevenmacher |

### Formazioni
| Jeunesse Esch   |    |                    |  |          |     |
|                 |    |                    |  |          |     |
| POR             | 1  | Paul Steffen       |  |          |     |
| DIF             | 2  | François Simonelli |  |          | 64’ |
| DIF             | 3  | Victor Heinen      |  |          |     |
| DIF             | 4  | Jacques Flammang   |  |          |     |
| DIF             | 5  | Robert Mond        |  |          |     |
| DIF             | 6  | Felix Battibugli   |  |          |     |
| CEN             | 7  | Jules Meurisse     |  | 56’, 80’ |     |
| CEN             | 8  | Jean Lieners       |  |          |     |
| ATT             | 9  | René Pascucci      |  |          |     |
| ATT             | 10 | Wladislaw Janik    |  | 74’, 9O’ |     |
| ATT             | 11 | Albert Schaack     |  |          |     |
| A disposizione: |    |                    |  |          |     |
| Allenatore:     |    |                    |  |          |     |
| ?               |    |                    |  |          |     |

| Grevenmacher    |    |                     |  |  |  |
|                 |    |                     |  |  |  |
| POR             | 1  | Norbert Konter      |  |  |  |
| DIF             | 2  | Nic Oberweis        |  |  |  |
| DIF             | 3  | Jean-Pierre Fischer |  |  |  |
| DIF             | 4  | Mathias Weffling    |  |  |  |
| DIF             | 5  | Bernard Thiel       |  |  |  |
| DIF             | 6  | Charles Lettal      |  |  |  |
| CEN             | 7  | Josy Mertens        |  |  |  |
| CEN             | 8  | Jean Oberweis       |  |  |  |
| ATT             | 9  | Pierre Vandendries  |  |  |  |
| ATT             | 10 | Marcel Paulus       |  |  |  |
| ATT             | 11 | Francis Legerin     |  |  |  |
| A disposizione: |    |                     |  |  |  |
| Allenatore:     |    |                     |  |  |  |
| ?               |    |                     |  |  |  |